# Paraeboria jeniseica
Paraeboria jeniseica är en spindelart som först beskrevs av Kirill Yeskov 1981.  Paraeboria jeniseica ingår i släktet Paraeboria och familjen täckvävarspindlar. Inga underarter finns listade i Catalogue of Life.